# Hans von Tresckow

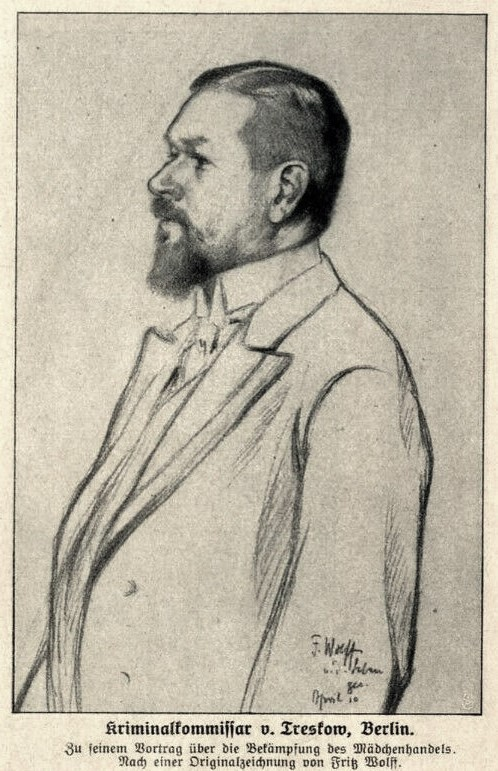
Hans von Tresckow (1910). Zeichnung von Fritz Wolff

Hans von Tresckow (* 3. Mai 1863 oder 1866 in Neiße, Provinz Schlesien; † 3. April 1934 in Rinteln) war ein deutscher Kriminalbeamter und viele Jahre in Berlin für Straftaten in Verbindung mit dem § 175 zuständig.

## Biographie

### Familie und Ausbildung
Hans von Tresckow entstammte der weitverzweigten Adelsfamilie Tresckow; er selbst war das älteste von sieben Kindern. Sein Vater Karl von Tresckow (1829–1889) war ein preußischer Generalleutnant. Tresckow besuchte das Gymnasium, zuletzt in Darmstadt, wohin sein Vater versetzt worden war. Seinen Wehrdienst leistete Tresckow 1883–1884 als Einjährig-Freiwilliger ab und wurde später Reserveoffizier. Er nahm, finanziert durch ein Familienstipendium, ein Studium der Rechtswissenschaft und der Nationalökonomie auf, zunächst in Königsberg, dann in Berlin, wo ihn ein einflussreicher Onkel in die höchsten Kreise einführte. 1889 bewarb sich Tresckow bei der Polizei und kam 1892 nach Beendigung seiner Ausbildung zur Kriminalpolizei (Deutschland). Aus Geldmangel gab er nebenher Privatunterricht und schrieb Kriminal- und Jagdgeschichten unter dem Pseudonym Hans von Buckow für verschiedene Zeitschriften wie Westermanns Monatshefte. Im April 1894 heiratete er; der Ehe entstammten zwei Töchter und ein Sohn.

### Berufliches
Als Kommissar war Tresckow ab 1896 in der Inspektion B unter Leopold von Meerscheidt-Hüllessem (1849–1900) tätig, deren Leitung er nach dessen Tod (durch Selbstmord) übernahm. Diese Inspektion war auch für die Straftaten im Zusammenhang mit Homosexualität zuständig, im Wortlaut für „Päderastie und hiermit in Verbindung stehende Erpressung“. Einer seiner Mitarbeiter war der spätere Kriminalrat Ernst Gennat.
Angeblich hatte Tresckow vor seiner dortigen Tätigkeit gar nicht gewusst, dass es homosexuelle Menschen gibt. In seinen Memoiren schrieb er: „Es war […] meine Pflicht, mich mit dieser Materie, die mir persönlich als normal empfindenden Menschen nur unsympathisch sein konnte, näher zu beschäftigen.“ Fast 30 Jahre lang stand er in engem Kontakt zu dem Arzt, Sexualforscher und Mitbegründer der Homosexuellen-Bewegung Magnus Hirschfeld, und die beiden Männer respektierten einander. 1922 schrieb Tresckow an Hirschfeld: „Daß bei der Beurteilung der Homosexuellen ich einen weniger günstigen Standpunkt einnehme wie Sie, beruht wohl auf dem Umstand, dass Sie als Arzt mehr wertvolle Persönlichkeiten kennengelernt haben wie ich als Polizeibeamter.“
Protagonisten der Homosexuellenbewegung standen mit der Inspektion B in engem Kontakt, so dass Opfer von damals häufig vorkommenden Erpressungen im Zusammenhang mit § 175, der sexuelle Handlungen zwischen Männern unter Strafe stellte, geraten wurde, sich an dieses Kommissariat zu wenden. Ein Förderer dieser Entwicklung war von Meerscheidt-Hüllessem gewesen, und ebenso war es sein Nachfolger Tresckow. Tresckow erhielt sogar eine jährliche Sonderzuwendung für ein separates Büro in seiner Wohnung, wo er nach Feierabend Opfer beriet. 1920 bescheinigte Hirschfeld, dass Tresckow „Hunderte homosexueller Menschen vor Verzweiflung und Selbstmord“ errettet habe. Andererseits stieg die Zahl der von der Polizei erfassten „Päderasten und Erpresser“, die später sogenannte Rosa Liste, von 1900 bis 1918 auf über 1000 Personen. Obwohl Tresckow für die Abschaffung des Paragraphen war, weil er die Problematik der Erpressungen erkannte, endeten angezeigte Erpressungen oftmals mit der Verurteilung von Täter und Opfer. Die Opfer kamen aus allen Gesellschaftsschichten, und die Erpressungen endeten häufig mit deren Selbstmord. In Tresckows Amtszeit fielen unter anderem die Skandalprozesse im Rahmen der Harden-Eulenburg-Affäre (1907–1909). Im Mordfall Friedrich Ferdinand Mattonet trat er vor Gericht als Sachverständiger auf.
Zwar sollte Tresckows Dezernat drei Funktionen erfüllen – strafbare homosexuelle Handlungen gemäß Paragraph 175 bekämpfen, ein allzu öffentliches Auftreten von männlichen Prostituierten und Homosexuellen im Straßenbild verhindern und Homosexuelle vor Erpressungen und anderen Straftaten schützen –, jedoch fungierte das Homosexuellendezernat als staatliches Überwachungs- und Repressionsorgan letztlich nur gegenüber homosexueller Prostitution. Hingegen wurden bereits im Kaiserreich in Berlin „Päderastenbälle“ mit teilweise mehr als 1000 Teilnehmern veranstaltet und von der Polizei geduldet. Tresckows Vorgänger im Amt, von Meerscheidt-Hüllessem, besuchte diese Veranstaltungen sogar und ließ sich Tänze vorführen.
Tresckow ermittelte aber auch in Fällen anderer Straftaten. 1907 war er mit der Aufklärung einer aufsehenerregenden Diebstahlserie der kleptomanischen Fürstin Carmen von Wrede, Ehefrau Anton von Wredes, befasst, die in Zeiten ihrer Menstruation Silber und andere Wertgegenstände aus Hotels stahl und das Diebesgut in ihrem Schloss hortete; in satirischen Blättern wurde sie Gräfin Mopsberg genannt. Während die Fürstin freigesprochen und in einem privaten Sanatorium untergebracht wurde, wurde ihr Kammerdiener zu einer neunmonatigen Bewährungsstrafe wegen Beihilfe und Hehlerei verurteilt, was zu öffentlicher Kritik führte und auch Thema im Reichstag war. Ein eigenes Kapitel widmete Tresckow in seinen Memoiren dem Fall der Gräfin Kwilecki wegen Kindesunterschiebung. Ihr angeblicher Sohn sollte der gräflichen Familie das Erbe sichern. Von 1904 bis 1910 war Tresckow zudem Leiter Zentralpolizeistelle zur Bekämpfung des internationalen Mädchenhandels, die auf internationaler Ebene agierte, gab die Leitung jedoch ab, als es zu Meinungsverschiedenheiten innerhalb der Polizei zu diesem Thema kam.
Im Jahr 1914 ging Tresckow als Kriegsfreiwilliger in den Ersten Weltkrieg. Verwundet nahm er 1919 seinen Abschied. Er zog mit seiner Frau nach Rinteln, wo er seine Memoiren verfasste. Er bat Magnus Hirschfeld um eine Rezension: „[…] ich habe in meinem Buch an verschiedenen Stellen betont, daß ich durchaus anständige Charaktere unter den Homosexuellen gefunden habe“. Hirschfeld lobte das Buch, kritisierte aber Tresckows Einstellung, dass Homosexuelle nicht für verantwortliche Posten im Staatsdienst geeignet seien, auch weil dieser vermeinte, bei vielen Homosexuellen einen „Mangel an Nationalgefühl“ entdeckt zu haben: „Sie empfinden international und fühlen sich als Kosmopoliten.“ Das Buch, im Fontane-Verlag des Sohnes Theodor Fontanes verlegt, wurde ein Bestseller.
Als Zuschauer besuchte Tresckow den Prozess gegen den Massenmörder Fritz Haarmann und schrieb anschließend in der Zeitschrift Blätter für Menschenrecht, dass „dieser Fall der Sache der Homosexuellen sehr geschadet“ habe. In den folgenden Jahren verfasste er weitere Artikel in Zeitschriften für Homosexuelle und erklärte darin, er halte den Kampf der Homosexuellen für gerechtfertigt. 1926 schrieb er: „[…] in späteren Zeiten werden wir uns vielleicht ebenso darüber wundern, daß man Homosexuelle mit Strafen verfolgt hat, wie wir uns heute darüber wundern und entrüsten, daß man im Mittelalter Hexenprozesse angestrengt hat“. Der Journalist Christoph Poschenrieder urteilte 2014 nach der Lektüre der Memoiren Tresckows: „Interessant ist aber Tresckows Transformation vom ordnungsbewussten, aber mitfühlenden Polizeifunktionär zum (vorsichtigen) Advokaten der Homosexuellenbewegung […].“
Tresckow hielt auch Vorträge in Hirschfelds Institut für Sexualwissenschaft in Berlin. Als der Reichstag 1929 über die Abschaffung des § 175 beriet, empfahl Hirschfeld, Tresckow als Sachverständigen heranzuziehen. Tresckow starb 1934 im Alter von 68 Jahren in Rinteln.
Die von seinem Dezernat und auch in anderen Städten zusammengestellten Karteien wurden von den nationalsozialistischen Behörden in der Folge dazu genutzt, um Homosexuelle im dritten Reich planvoll zu verfolgen.

## Ehrungen
Hans von Tresckow wurde vielfach mit Orden und Auszeichnungen geehrt.
- Königlicher Kronenorden 4. Klasse
- Eisernes Kreuz 2. Klasse
- Landwehrdienstauszeichnung 1. Klasse
- Hausorden des Herzogtums Anhalt
- Hausorden der Herzogtümer Mecklenberg-Strelitz und Mecklenburg-Schwerin
- Hausorden des Großherzogtums Oldenburg
- Hausorden des Herzogtums Sachsen
- Landesorden der Chinesischen Republik
- Toskanischer Militärverdienstorden der italienischen Republik
- Russischer Stanislaus-Orden
- Osmanieorden des türkischen Reichs

Laut seiner Memoiren hatte Tresckow den chinesischen Orden erhalten, weil er für das Fällen eines störenden Baums vor der chinesischen Botschaft gesorgt habe. Den russischen Orden verkaufte er bei Beginn des Ersten Weltkriegs und überwies das Geld an das Rote Kreuz.

## Publikationen
- Von Fürsten und anderen Sterblichen – Erinnerungen eines Kriminalkommissars. F. Fontane & Co., Berlin 1922 (dänische Ausgabe Om Fyresterøg andre Dø delige im Schleswigschen Verlag, Flensburg 1923)